# بكاريس أسلي
بكاريس أسلي (الاسم العلمي:Baccharis juncea) هو نوع من النباتات يتبع جنس البكاريس من الفصيلة النجمية.